# إيان فلمنغ
إيان فلمنغ (بالإنجليزية: Ian Lancaster Fleming) (28 مايو 1908 – 12 أغسطس 1964) كاتب وصحفي بريطاني بالإضافة إلى كونه ضابط بحري في الحرب العالمية الثانية، يشتهر بكونه مؤلف سلسلة روايات جيمس بوند وكذلك قصة الأطفال تشيتي تشيتي بانچ بانچ. خلال الحرب العالمية الثانية خدم إيان فليمنغ في مخابرات البحرية البريطانية ومنها استوحى في تأليفه لسلسلة جيمس بوند. في إحدى مهامه أرسل فليمنج إلى جامايكا وأعجب فليمنج بهذه الدولة. بعد انتهاء الحرب ترك عمله في الجيش إثر خلاف مع مسؤوليه وسافر إلى جمايكا واستقر فيها، بنى بيتا على شاطئ البحر وعاش فيه حتى آخر أيامه. الاسم «جيمس بوند» أخذه من اسم مؤلف دليل «طيور جمايكا».
أثناء عمله في قسم الاستخبارات البحرية البريطاني خلال الحرب العالمية الثانية، شارك فلمنغ في التخطيط لعملية العين الذهبية وفي التخطيط والإشراف على وحدتي استخبارات: 30 وحدة الاعتداء والقوة تي. لقد استفاد من خدمته في زمن الحرب ومسيرته المهنية كصحفي في الكثير من الخلفية والتفاصيل والعمق في روايات جيمس بوند.
كتب فلمنغ روايته الأولى عن بوند، كازينو رويال، في عام 1952، عندما كان عمره 44 عامًا. وقد حققت الرواية نجاحًا، وتم تكليف ثلاث نسخ مطبوعة لتلبية الطلب. صدرت إحدى عشرة رواية بوند ومجموعتين من القصص القصيرة بين عامي 1953 و1966. وتدور الروايات حول جيمس بوند، وهو ضابط في جهاز المخابرات السرية، المعروف باسم MI6. يُعرف بوند أيضًا برقم الرمز 007، وكان قائدًا في محمية المتطوعين البحرية الملكية. تُصنف قصص بوند ضمن سلسلة الكتب الخيالية الأكثر مبيعًا على الإطلاق، حيث بيعت منها أكثر من 100 مليون نسخة حول العالم. كتب فليمنج أيضًا قصة الأطفال Chitty-Chitty-Bang-Bang وعملين واقعيين. في عام 2008، صنفت صحيفة التايمز فلمنغ في المرتبة 14 على قائمتها "لأعظم 50 كاتبًا بريطانيًا منذ عام 1945".
كان فلمنغ متزوجًا من آن تشارترس. لقد طلقت زوجها، الفيكونت روثرمير الثاني، بسبب علاقتها مع المؤلف. أنجب فليمنج وتشارترس ابنًا اسمه كاسبار. كان فليمنج مدخنًا وشاربًا للخمر معظم حياته، وتوفي بسبب مرض القلب في عام 1964 عن عمر يناهز 56 عامًا. وقد نُشر اثنان من كتبه عن جيمس بوند بعد وفاته؛ ومنذ ذلك الحين أنتج كتاب آخرون روايات بوند. ظهرت إبداعات فليمنج في الأفلام سبعًا وعشرين مرة، وقام بتمثيلها سبعة ممثلين.

## سيرة حياته

### ميلاده وعائلته
ولد إيان لانكاستر فلمنغ في 28 مايو 1908، في مقاطعة مي فير الغنية في لندن. والدته هي إيفيلين فلمنغ، وكان والده، فالنتين فلمنغ، عضوًا برلمانيًا ممثلًا عن دائرة هينلي من عام 1910 إلى 1917. كطفل صغير، عاش فلمنغ لفترة قصيرة مع أسرته في منتزه بريجرز في أوكسفوردشاير. يعدّ فلمنغ حفيدًا للممول الإسكتلندي روبرت فلمنغ الذي شارك في تأسيس الشركة الأسكتلندية الأمريكية للاستثمار والبنك التجاري روبرت فلمنغ وشركاه.
في عام 1914، ومع بداية الحرب العالمية الأولى، انضم فالنتين فلمنغ إلى السرب «سي» في سلاح أكسفوردشير، ورقّي إلى رتبة رائد. قُتل إزاء قصف ألماني على الجبهة الغربية في 20 مايو 1917، ونعاه ونستون تشرشل في صحيفة ذا تايمز. أحيت العائلة ذكرى موته في ذكرب حرب جلينلج، لأنها كانت تملك عقارًا في أرنسديل.
أصبح شقيق فلمنغ الأكبر بيتر (1907-1971) كاتب سفر وتزوج من الممثلة سيليا جونسون. خدم بيتر مع سلاح رماة القنابل (الغرنادير) خلال الحرب العالمية الثانية، وكُلّف في وقت لاحق تحت قيادة كولن غوبينز للمساعدة في إنشاء الوحدات المساعدة، وأصبح يشارك في عمليات خلف الخطوط في النرويج واليونان خلال الحرب.
لدى فلمنغ أخوان أصغر سنًا هما مايكل (1913-1940) وريتشارد (1911-1977)، وأخت صغيرة غير شقيقة ولدت خارج نطاق الزواج، وهي عازفة الكمنجة أماريليس فلمنغ (1925-1999)، وكان والدها الفنان أوغوستوس جون. أُنجبت أماريليس بعد علاقة طويلة بين يوحنا وإيفيلين، بدأت عام 1923، بعد ست سنوات من وفاة فالنتين.

### تعليمه وبداية حياته
في عام 1914، التحق فلمنغ بكلية دارنفورد، وهي مدرسة إعدادية في جزيرة بوربيك في دورست. لم يستمتع بوقته هناك؛ فقد عانى من الطعام غير اللذيذ، ومن المشقة الجسدية، والتنمر. في عام 1921، التحق فلمنغ بكلية إيتون. لم يكن متفوقًا من الناحية الأكاديمية، لكنه برع في ألعاب القوى وحمل لقب فيكتور لودوروم «الفائز في الألعاب» بين عامي 1925 و1927، كما حرر مجلة مدرسية بعنوان «ذا وايفيرن». لم تتقبل مدبرة منزله إيه في سلاتر أسلوب ونمط حياته في إيتون، من ضمن ذلك تصرفاته، وزيت شعره، وملكيته لسيارة، وعلاقاته مع النساء، وأقنعت والدته لاحقًا بإبعاده من مدينة إيتون مبكرًا عن طريق مقرر خصوصي للحصول على فرصة الدخول إلى الكلية العسكرية الملكية في ساندهورست، حيث أمضى هناك أقل من عام، ثم غادر في عام 1927 دون الحصول على تفويض، بعد إصابته بالسيلان.

### وفاته
كان فلمنغ مدخنًا شرهًا ويشرب كثيرًا طوال حياته، وعانى من مرض في القلب. في عام 1961، عندما كان عمره 53 سنة، أصيب بنوبة قلبية وعانى من أجل التعافي. في 11 أغسطس 1964، عندما كان يقيم في فندق في كانتربيري، ذهب فلمنغ إلى نادي القديس جورج للغولف لتناول الغداء، وتناول العشاء لاحقًا وهو في الفندق مع أصدقائه. كان ذلك اليوم شاقًا بالنسبة له، وانهار نتيجة نوبة قلبية ثانية بعد وقت قصير من الوجبة، أدت إلى وفاته بعمر 56 عامًا في صباح يوم 12 أغسطس 1964، نفس يوم عيد ميلاد ابنه كاسبار الثاني عشر. كانت آخر كلماته المسجلة بمثابة اعتذار لسائقي سيارات الإسعاف لإزعاجهم، إذ قال: «آسف لإزعاجكم أيها الشبان. لا أعرف كيف تسيرون بسرعة مع حركة المرور على الطرق هذه الأيام». دُفن فليمنغ في فناء الكنيسة في سفينهامبتون بالقرب من سويندون. ثبتت وصيته في 4 نوفمبر، إذ بلغت قيمة عقاراته 302,147 جنيهًا استرلينيا (ما يعادل 6,168,011 جنيهًا استرلينيًا في عام 2019).

## وصلات خارجية
- إيان فلمنغ على موقع IMDb (الإنجليزية)
- إيان فلمنغ على موقع الموسوعة البريطانية (الإنجليزية)
- إيان فلمنغ على موقع مونزينجر (الألمانية)
- إيان فلمنغ على موقع ألو سيني (الفرنسية)
- إيان فلمنغ على موقع ميوزك برينز (الإنجليزية)
- إيان فلمنغ على موقع أول موفي (الإنجليزية)
- إيان فلمنغ على موقع قاعدة بيانات برودواي على الإنترنت (الإنجليزية)
- إيان فلمنغ على موقع قاعدة بيانات الأفلام السويدية (السويدية)
- إيان فلمنغ على موقع إن إن دي بي (الإنجليزية)
- إيان فلمنغ على موقع ديسكوغز (الإنجليزية)